# Roger & Me
Roger & Me es una película documental, escrita y dirigida por el cineasta estadounidense Michael Moore.

## Investigación
Cuando el cineasta realizador de documentales Michael Moore hizo su primer trabajo importante, Roger and me (Roger y yo) en 1989, literalmente nadie creía en él, y no era para menos: lo que se proponía era pedir explicaciones a Roger Smith, presidente de la General Motors, por el cierre de una planta en la ciudad de Flint (ciudad natal de Moore, en el estado de Míchigan) que dejó a 30 000 personas sin trabajo. Lo más flagrante era que la planta automotriz dejaba un superávit millonario.
Durante tres años Moore intentó sin éxito entrevistarse con Roger Smith pero entretanto hizo el retrato de una ciudad que alguna vez fue modelo de bienestar y entró en la miseria por una decisión de la misma compañía que la levantó.

## Sinopsis
En Roger y yo Michael Moore denuncia el sufrimiento de miles de familias que simplemente cayeron arrolladas al paso del gran capital y saca a la luz la lógica implacable del modelo de vida estadounidense, que desprecia a los perdedores pero evita preguntarse por las razones que conducen (por ejemplo a los habitantes de Flint) desde el trabajo honrado hasta la pobreza más indigna.

## Argumento
Todo comienza con una leve recapitulación de la vida de Michael Moore desde su infancia, justamente en esa misma recapitulación menciona que la vida le fue trayendo decepciones a cierto modo, todo esto en los años 50 en la ciudad de Flint, Míchigan donde había más fábricas de coches donde GM tenía variadas plantas donde se producían Cadillac. Buick, Carrocerías Fisher, GMC (automóviles), Chevrolet y Bujías AC Delco y muchas veces la ciudad le agradecía con fastuosos desfiles y estrellas que cantaban en eventos y algunas declamaciones del presidente de GM de aquel tiempo. El Sr. Harlow Curtis declamaban que tenía planes a futuro y casi toda la familia de Moore participó en GM de algún modo mencionando el ejemplo de su tío, quien participó en la huelga de 1936 misma que resultó en la creación del sindicato UAW (United Auto Workers) con ello Moore mencionó que la cadena de montaje no era para él, por lo que partió a San Francisco para emprender una nueva aventura laboral después de 10 años de haber dirigido su propio periódico aunque al final mencionó que no podía adaptarse a un ritmo de vida "relajado" así como una divergencia con el dueño de la revista que lo contrató sobre los trabajadores de Flint.
Cuando él mismo volvió a Flint, le sorprendió la noticia de que se cerrarían algunas de sus fábricas (donde Roger Smith anunció dicha medida) obviamente el desastre mismo que tuvo un programa consistente en los siguientes puntos de acción para "optimizar a GM".
- Cerrar 11 fábricas en Estados Unidos, para abrir otras 11 en México donde los salarios son considerablemente más bajos en una cualificación de 70 ctvs. de dólar por hora.
- Lo ahorrado de fabricar los automóviles en México serviría para adquirir otras empresas, sobre todo fabricantes de alta tecnología y armamento.
- Se convence al sindicato por medio de testaferros e intermedación de grupos de cabildeo de que no hay suficiente presupuesto, por consiguiente se pueden dar la libertad para recortar los salarios.

Obviamente los obreros de las fábricas afectadas no lo tomaron con calma ni con alegría, en el entorno poco a poco iba anunciándose la debacle de la ciudad, y un momento capturado en el documental fue el mismo donde se ensamblaba la última camioneta de la línea de ensamble que estaba por cerrar (para ello Moore y su equipo fingieron ser un equipo de televisión de otra entidad y lograron colarse en el momento justo) y la reacción fue la esperada después de ese día pues muchos empleados estaban molestos por la decisión de que les quite su fuente de empleo. No así opinaba Tom Keith, quien era miembro de la junta directiva de General Motors para la región de Míchigan, por lo que se pedía una explicación, para ello Moore fue a los cuarteles generales de GM para obtener una respuesta sin embargo fue echado del lugar varias veces por considerar inoportuna e incómoda dicha visita que evidenciaba dicha debacle que para los poderosos de la empresa fuese una especie de superávit. Sin embargo los habitantes más acaudalados celebraban una fiesta pero alquilaron a gente del lugar para que posara como estatua humana (algo que en cierta forma demostraba una evasiva con degradación), otro habitante entrevistado, resulta ser un comisario especializado en desahucios mismo que también ve la situación con una mirada neutral. Mientras tanto la búsqueda de Roger Smith sigue infructuosa pero no se rinde en nada hasta poder encontrarlo.
Un caso en particular fue el de un empleado de GM que perdió la razón (y que quedó en manos del centro psiquiátrico local) saliendo de su trabajo anticipadamente y en el trayecto de regreso a casa sonó la canción de Beach Boys - Wouldn´t iT Be Nice misma que en otro momento hubiese tranquilizado al mismo afectado.
A la vez se muestra que para traer un poco de esperanza a Flint se organizan carnavales, en uno de ellos se invita a Bob Eubanks a amenizar la velada, esto incluye un desfile donde también es invitada Miss Míchigan Kaey Lani Rae Rafko una modelo que casualmente gana el título de Miss América un tiempo después, paralelamente los mismos obreros en paro buscan respuestas pero una de ellas es que el sindicato se comienza a fragmentar y muchos miembros del mismo al tener beneficios de la empresa a cambio de aceptar las coimas e incentivos para que hagan de la vista gorda, a su vez se genera esa misma desunión e indiferencia que no permite hacer ningún movimiento en pro de los trabajadores, del mismo modo el evangelista de TV, Robert Schuller fue invitado por el alcalde de Flint por la suma de $20,000 dólares para poder realizar un evento masivo religioso para calmar los ánimos y motivar a la población. Simultáneamente algunos artistas como Pat Boone y otros de las épocas doradas de los 50 y 60 mismos que ven la situación aunque aparentemente se puede apreciar que solo es para la cámara en ciertas ocasiones.
Muchas de las personas extrabajadoras de GM encontraron empleos alternativos en comida rápida (aunque en Taco Bell muchos ex empleados de GM no aguantaron el ritmo), vendiendo por catálogo en AmWay y la invención de algunas cosas como el rodillo quitapelusa así como la situación de una exempleada que vendía conejos para mascota o carne. Así como también gendarmes de policía que incluso llegaron a arrestar a excompañeros de ellos, igualmente mucha gente se comenzó a mudar por lo que Correos seguía andando con cambios de domicilio incluso gente que es familiar de extrabajadores. La empresa U-Haul no tenía camiones disponibles para sus clientes en Flint puesto que estos se fueron a otros lugares como Texas o California, pero también se seguía la búsqueda de Roger Smith, sin éxito aún. En Flint se cocinaba un plan para evitar más mala imagen cortesía de la Oficina de Turismo se plantearon estrategias como la de permitir que la cadena de Hoteles Hyatt abriera un complejo Hotelero en Flint, mismo que no resultó tener el resultado esperado pues solo atraían exhibiciones y eventos menores, igual también crearon Water Street Pavilion mismo que era una plaza comercial atractiva pero la cereza en el pastel fue una exposición financiada por Six Flags en parte llamada AutoWorld (cuya construcción costó más de 100 millones de dólares), siendo un parque temático que representaba varios momentos y temáticas con respecto a la industria automotriz, a cierto modo tenía atractivos como la reconstrucción del centro de Flint, el motor más grande del mundo y otras más que ensalzaban las "virtudes" de la industria que se cerró en Flint), sin embargo también falló el plan el cual se tenían muchas esperanzas para reflotar la ciudad pues también esta atracción temática cerró después de 6 meses. Mientras tanto Roger Smith se daba otro aumento de sueldo, de igual modo Tom Keith estuvo en desacuerdo en la idea de que GM le debía mucho a Flint por haberle brindado fuerza laboral, dando idea de que eso mismo tampoco lo compartía y que el que un negocio obtenga beneficios también podía depender de despedir miles de personas de la misma empresa sin importar nada más, algo que en sí deja muchas preguntas al aire. Igual otro golpe al espíritu de Flint fue que la ciudad fue señalada como uno de los peores lugares para vivir y en único arrebato social que unió tanto a ricos como a pobres de dicha localidad decidieron protestar quemando ejemplares de dicha revista. Después de dicho evento se iba a hacer una entrevista al cuerpo de gobierno de Míchigan para exigir una respuesta pero dicha entrevista fue saboteada por una persona que robó el camión con los equipos necesarios de transmisión. Igual había tiroteos y gente que perdía el control.
Lo más notorio de la situación en aquel tiempo fue que al abrir una cárcel en Míchigan, se hizo un evento donde por 100 dólares la noche se podían quedar dichos invitados, de igual forma Moore pudo colarse como accionista de GM para poder hacerle una pregunta a Roger Smith sin embargo el mismo declina resolver dicha duda al declarar la sesión como finalizada. Para la víspera se esperó el cierre de la fábrica Fisher misma donde se ejecutó en 1936 la huelga donde se fundó el sindicato UAW pero Moore y su equipo fueron echados por personal de la empresa considerando que los intereses del documental podrían afectar la imagen en turno de como GM. Estaba ejecutando dicho plan para limpiar su imagen a costa de los despidos masivos.
Finalmente llega el contacto con Roger Smith cuando coincide con Michael Moore en el evento navideño de GM. Cuando este mismo y Moore coinciden, el presidente de GM lo repele de la discusión con evasivas puesto que mencionaba que se requería una respuesta aun con el esfuerzo de Moore jamás llega una respuesta pero después de este infructuoso intento de obtener respuesta se vio un retrato del cual una ciudad fue llevada a la ruina a causa de las malas decisiones corporativas que sacaron a mucha gente a la calle sin posibilidad de recuperar su modus vivendi de manera estable. Pero Moore con un mensaje optimista-sarcástico mencionaba que el rico es más rico y el pobre más pobre pero habría esperanza en la invención de los cepillos quitapelusa hechos en Flint.
Como epílogo en los créditos se ponen algunos ejemplos para poder pensar en la situación que se vivía.
- Tom Keith expresó personalmente de manera seria que es imposible brindar una seguridad laboral desde la cuna hasta la tumba de un modo frío y sarcástico diciendo que en un sistema de libre mercado eso era imposible, en consecuencia se menciona que él fue despedido y su oficina fue cerrada permanentemente.
- El comisionado de Turismo de Flint como era de esperarse menciona que la comunidad era un buen lugar para vivir.
- Una habitante llamada Maxine dice que se marcha a Tel Aviv, para ser ministra de turismo sin embargo con la situación actual las cosas no pintan muy bien.
- Bob Eubanks jocosamente decía que la espalda se le puso rígida al andar sin camisa y que su esposa le recomendaba andar sin pantalones entonces.
- La persona que tiene el negocio de conejos tuvo planeado hacer un curso de veterinaria en enero.
- Mientras una persona más de Flint dijo que ya se vio la locura en que se convirtió Flint.

## Reacciones
La respuesta del público cerró la boca de aquellos que consideraban a Moore un soñador sin destino: Roger & Me se convirtió en el largometraje documental que más dinero ha hecho en la historia del cine y Moore siguió adelante, con el mismo entusiasmo de antes pero ahora con más medios, con sus proyectos de denuncia del lado oscuro del sueño estadounidense.
All Rovi lo clasificó con 5 estrellas de 5 (5/5), mientras Rotten Tomatoes logró el 100%.